# Korite International
Korite International е обработваща компания в Канада, оперираща главно в провинция Алберта.
Тя е най-големият производител на естествените скъпоценни камъни амолит и бижутерия от тях с около 90% от световното производство. Получава амонит и други фосили от нейната сестринска добивна компания Canada Fossils Ltd.
Korite International членува в Американската асоциация за търговия със скъпоценни камъни (American Gem Trade Association).
На 27 септември 2007 г. в Музея по естествена история в Ню Йорк е изложен амонитен фосил, дарен от компанията, на морско същество на възраст от 65 до 80 милиона години с диаметър 2 фута. Този рядък екземпляр е открит в Албърта.